# بوزورسوين
بوزور سوين هو الحاكم الجوتي السادس عشر من سلالة الجوتيين في سومر والمذكور في " قائمة الملوك السومريين. عاش بوزور سوين في أواخر الألفية الثالثة قبل الميلاد، وكان خليفة للملك هابلوم. ثم نجح الملك يارلاجاندا في خلافة بوزور سوين (كما هو الحال وفقًا لقائمة ملوك سومر.
| سبقه هابلوم | ملك سومر أواخر 3000 قبل الميلاد | تبعه يارلاغاندا |